# 夹边沟农场
夹边沟农场是曾经位于中华人民共和国甘肃省酒泉市境内巴丹吉林沙漠边缘的一个农场，距离酒泉市区东北约30公里。最初为1954年建立的一个劳改农场，1957年转为劳教农场，1961年10月撤销，原址现为夹边沟林场。1957年至1960年间，前后有来自甘肃省各地的三千多名“右派”被送到夹边沟农场劳动教养。由于恰逢大饥荒等原因，大多数在该农场劳教的右派因饥饿而死亡，这一事件又被称为“夹边沟事件”或“夹边沟惨案”。

## 建立
“夹边沟”本为村名，因村子的一边为被当地人叫“边墙”的古长城，另一边是排洪沟而得名。中华人民共和国成立初期，解放军第三军在夹边沟开辟了一个军垦农场，并于1952年兴建夹边沟水库，后因大坝坝坡渗流，存在严重隐患而将水库废弃。1954年3月，甘肃省劳改部门在夹边沟建立劳改农场，行政名称为“甘肃省第八劳改管教支队”，对外称“国营夹边沟新建劳改农场”，設計規模為關押40至50人。农场的场部位于夹边沟村龙王庙原址，离夹边沟村约有二里路程。计划将夹边沟建设成为水浇旱田作物型的谷物农场，农作物以春小麦为主，并利用农场西面天然草滩发展部分畜牧业。1956年7月，转为就业农场，除了安置的刑满释放的劳改就业人员，其他犯人大多被迁到马鬃山劳改农场。
1957年下半年，随着“反右派斗争”扩大化，夹边沟农场成为接收甘肃省各地“右派”分子的劳教农场，改称“酒泉夹边沟劳改劳教农场”。夹边沟农场接收的第一批劳教人员是1957年11月初甘肃省酒泉运输公司的4人、劳改局的4人和11月16日张掖专区机关的48人。此后直到1960年底，陆续有3千名左右的右派分子被送到该农场接收劳动教养，具体数据各材料稍有不同。

## 饑荒
夹边沟农场环境恶劣，營地地區的農業僅限於被鹽沼和沙漠環繞的綠洲中的小片草地，再加上劳教人员过多，农场无法自给自足。恰逢全国性的大饥荒，而且当时农场管教和上级部门按照“右派就是反动派”的逻辑，未给农场提供充足的粮食，1960年下半年，農場開始有人餓死。
1960年6月，中共甘肃省委成立省农垦委员会。成立当月，农垦委员会召开河西农垦会议，提出在河西走廊开荒四千万亩。9月，中共张掖地委按上级指示，提出再新建12处农场的目标，计划在高台县明水滩新建的明水河农场就是其中一个。夹边沟农场接到张掖地委通知后，除留下少数人员留守外，将其他一千九百多人全部调往明水滩。由于粮食不足，明水滩几乎没有基础设施，大批劳教人员被冻死、饿死:32。為了生存，囚犯吃樹葉、樹皮、蠕蟲和老鼠，甚至包括糞便和死人的肉。死者的屍體未被埋在營地周圍的沙丘上，因為倖存的囚犯太虛弱，無法掩埋。
1960年11月上旬，在甘肃河西地区检查工作的内务部部长钱瑛发现夹边沟农场和明水大河农场饿死人的情况。接着，中央派出检查团到甘肃开展“抢救人命工作”，检查团以钱瑛为团长，公安部部长王昭为副团长，水利部部长傅作义等参加。张掖地委派地委组织部副部长马长义调查夹边沟和明水大河农场，至十二月中旬将在明水滩的劳教人员接到高台县抢救，夹边沟农场也同时开始抢救人命，并开始分批审查陆续将教养人员遣返:32-33。
调往明水滩的一千九百多人仅抢救回二百多人，加上留守夹边沟的、在夹边沟下属石炭沟煤矿的，以及劳教期间逃跑的等，幸存者只有五百多人:33。1961年10月，政府下令關閉夾邊溝並進行掩飾，甘肅當局指派一名醫生為每個死去的囚犯偽造各種自然死亡原因的病歷，但從未提及飢餓。

## 後續
1961年，劳教农场撤销，成立红星农场。1968年，红星农场由解放军接收管理。1973年，改建为酒泉地区长城机械化林场。1982年，更名为“酒泉县长城林场”，1985年改称“酒泉市长城林场”。2003年，改称“酒泉夹边沟林场”，为酒泉市肃州区林业局管辖的一个生态林场。

## 劳教人员数量
根据甘肃省甘发（64）60号文件统计，原共有2369人被送到夹边沟农场，其中右派分子887人，反革命分子898人，坏分子438人，反党、反社会主义分子68人，贪污、违法乱纪分子78人。据曾在1960年底中央工作组来后被抽到高台农场成立的一个临时办公室的幸存者腊静华回忆，临时办公室统计总人数有三千多，幸存者有五百多。1958年最高峰时，农场向劳改局汇报的人数为3074人，其中女性32人。据管教人员司继才日记记载，1959年11月发放冬衣时，共有3136人。由于农场中有一些因故未记录在案的劳教人员，因此作家赵旭估计总人数应在3500人左右。劳教人员中大部分死难者为男性，女性通常会被安排到一些劳动强度弱的岗位上，因而得以幸存。:28

## 农场组织

### 农场领导
1956年3月，刘振玉任夹边沟农场第一任场长，第一副场长为王德富，第二副场长为姚世虎，教导员为申有义。1957年反右运动后期，申有义被划为“中右”调往新疆。1959年，王德富和姚世虎调到安西马鬃山劳改农场。:31
1958年底，升级为县级单位，张宏被任命为夹边沟书记兼场长，梁步云任副书记，刘振玉为副场长。1959年，张宏被打成“右倾机会主义分子”，改在农场赶马车。原甘肃省金塔县县长张和祥被任命为场长，但因被打成地方主义反党分子未就任既被撤职，送夹边沟劳动教养。张宏被打倒后，农场主要由刘振玉领导，但由于刘振玉党籍一直未被恢复，所以职务为副场长。:31

### 科室情况
夹边沟农场最初为科级单位，1958年人数增加到三千多后升级为县级单位。下设管教股（对外称教育科）、财务股（对外称财务科）、生产股、秘书股和医务所等，生产股下辖场部的三个大队。:30

### 分队情况
1958年5月之前，全场为一个大队，10个小队。1958年6月，划分农业队、基建队、副业队；同时开始建新添屯作业站。大队长、教导员、中队长、指导员由农场管教干部担任；大队和中队的文书、统计、管理员、粮秣、司务员、上士、小队长和班长等从劳教人员中选任。
| 大队         | 所分小队及作业内容 |
| ------------ | --- |
| 农业队       | 共分7个小队。一小队负责种菜，二小队、三小队、四小队和五小队大田作业，六小队浇水播种，七小队分管马车组、大车组、积肥组、马号、羊圈 |
| 基建队       | 共分6个小队。基建队负责挖渠、挖排碱沟                                                                                             |
| 副业队       | 负责农场副业，常抽调人员配合基建队                                                                                                |
| 其他         | 有时会设有轻劳队和病号队。另设有科研组、工业组、木工组、铁工组、磨面组、养猪组、化工组、林业组等专业小组                          |
| 新添屯作业站 | 分5个小队，农业、基建小队各2个，副业小队1个                                                                                       |

## 相关作品
| 年份   | 名称                         | 体裁         | 简介 | 来源                 |
| ------ | ---------------------------- | ------------ | --- | -------------------- |
| 2000年 | 夹边沟记事/告别夹边沟        | 纪实性小说   | 作家杨显惠著。2000年开始在《上海文学》连载，2002年由天津古籍出版社出版，2003年上海文艺出版社以“告别夹边沟”为名出版，2008年由花城出版社重版。2017年7月，《夹边沟记事》等多部书籍从中国电子商务网站下架。 | [ 16 ] [ 17 ]        |
| 2001年 | 经历——我的1957年             | 回忆录       | 敦煌文艺出版社出版的原右派劳教者和凤鸣的回忆录，由于作者的丈夫王景超在夹边沟农场劳教，书中对夹边沟多有提及                                                                                              | [ 17 ] [ 18 ] [ 19 ] |
| 2002年 | 苦太阳                       | 长篇小说     | 庞瑞琳与贾凡合著，获2004年甘肃省委宣传部第四届敦煌文艺奖、2005年甘肃省文联首届黄河文艺奖 | [ 20 ] [ 21 ]        |
| 2003年 | 蒙恩历程                     | 回忆录       | 夹边沟幸存者李景沆的自传，天马图书有限公司出版 | [ 17 ] [ 22 ]        |
| 2004年 | 寻找家园                     | 自传性文集   | 高尔泰自传性文集，2004年花城出版社最早出版 | [ 17 ] [ 23 ]        |
| 2004年 | 恍若隔世·回眸夹边沟          | 长篇纪实文学 | 兰州大学出版社出版，作者邢同义曾任甘肃人民广播电台副台长、酒泉市人大常委会主任 | [ 24 ]               |
| 2010年 | 夹边沟                       | 电影         | 中国导演王兵根据小说《告别夹边沟》改编，2010年9月6日上映 | [ 25 ]               |
| 2013年 | 風雪夾邊溝                   | 纪实性小说   | 甘肃作家赵旭著，2013年台湾出版 | [ 17 ] [ 26 ]        |
| 2014年 | 反右运动夹边沟惨案幸存者证言 | 访谈记录     | 赵旭根据多年来对右派和夹边沟幸存者的访谈记录和广泛收集的一些文献、资料写成。2014年在台湾出版 | [ 4 ] [ 8 ]          |
| 2017年 | 夹边沟祭事                   | 纪录片       | 艾晓明拍摄，2017年3月4日香港首映 | [ 27 ] [ 28 ]        |
| 2018年 | 死灵魂                       | 纪录片       | 第71屆坎城影展特别放映，並入選金眼睛獎 | [ 29 ] [ 30 ]        |